# Ufá
Ufá (en ruso: Уфа, Ufá; en baskir: Өфө, Öfö) es la capital de la República de Baskortostán, Rusia. Es uno de los centros industriales al oeste del área de los montes Urales, situada en la confluencia de los ríos Bélaya y Ufá. Industrias existentes son: eléctrica y equipamiento minero, refinado de crudo, petroquímicos, goma sintética, y procesado de alimentos.
La ciudad fue fundada como fortaleza construida a órdenes de Iván IV de Rusia en 1574, y en origen tomó el nombre de la colina sobre la que se asentaba, Tura-Tau. Empezó a ser llamada Ufá, que significa «pequeña» en turco, por las gentes del lugar, y ese fue el nombre que perduró. En 1802, Ufá pasó a ser la principal ciudad de Baskiria.
Algunas instituciones educativas de la ciudad son la Universidad estatal de Bashkir, la Universidad estatal de adiestramiento de maestros de Bashkir, la Universidad de Aviación de Ufá, la Universidad del petróleo de Ufá, la Universidad de Arquitectura de Ufá, la Universidad de Agricultura, entre otras.[cita requerida]

## Historia
La ciudad comenzó como una fortaleza construida por orden de Iván el Terrible en 1574, y originalmente llevaba el nombre de la colina en la que se erigió, Tura-Tau. Fue concedido estatus de ciudad en 1586 y en el siglo XVIII se convirtió en centro de comercio y cultural del sur del Ural. Tras el estallido de la rebelión de Pugachev tuvieron lugar los hechos más brutales de su historia temprana, ya que la fortaleza y la ciudad estaban en el medio de las acciones militares. Durante meses del invierno 1773-1774 Ufá estuvo sitiada por los cosacos y los insurgentes baskires hasta que fueron rechazados por las fuerzas del gobierno.

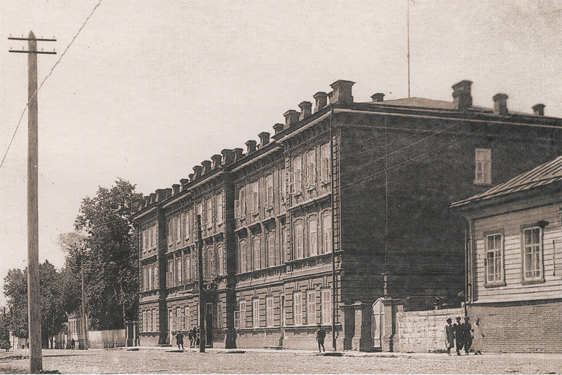
Universidad Estatal Bashkir de Ufá en una imagen de comienzos del

Antes de convertirse en un centro adminstrativo en 1781 de una gobernación independiente, Ufá junto con el resto de las tierras bashkir estuvieron bajo la jurisdicción de los gobernadores de Oremburgo. Y a pesar de que la reforma de 1796 reunificó Oremburgo y Ufá, una vez más, en 1802 la ciudad de Ufá se convirtió en un nuevo centro de toda la gobernación de Oremburgo que incluía territorios grandes en Bashkiria, el óblast de Oremburgo y de Cheliábinsk. Durante las décadas de 1800-1810, el arquitecto William Heste desarrolló un plan general para la ciudad de Ufá como capital regional conformando un moderno esquema de su centro histórico.
En 1865 la gobernación de Ufá se separó, en última instancia, de la de Oremburgo. En aquel tiempo la población de Ufá alcanzó los 20 100 habitantes y, desde entonces, el crecimiento de la ciudad entró en una fase activa. La Hidrovía del Bélaya (1870) y el Ferrocarril Samara-Zlatoust (1890) conectaba a la ciudad a la parte europea del Imperio ruso y estimuló el desarrollo de la industria ligera de la ciudad. Como resultado, en 1913 la población de Ufá creció a 100.000 habitantes.
El 5 de julio de 1918, varios meses después del establecimiento del poder soviético, Ufá fue capturada por las fuerzas antibolcheviques apoyadas por soldados de la Legión Checoslovaca. Para evitar el peligro de un posible avance en el frente cerca de Samara, donde el Comité de miembros de la Asamblea Constituyente residía inicialmente, Ufá fue elegida como sede de la Conferencia Estatal de septiembre de 1918 de las fuerzas antibolcheviques de todas partes del imperio. Después de la final de la Conferencia el 23 de septiembre, Ufá se convirtió en la capital del Gobierno Provisional de Todas las Rusias encabezada por Nikolai Avksentiev, conocido como el Directorio de Ufá. Aunque no se quedó por mucho tiempo en Ufá, el 9 de octubre de 1918, se trasladó a Omsk mientras Ufá fue capturada por el Ejército Rojo en diciembre de 1918. Durante la ofensiva de Kolchak los Blancos tomaron la ciudad de nuevo el 13 de marzo de 1919, pero tuvo que retirarse ante los ataques del Ejército Rojo, el 9 de junio.
El 14 de junio de 1922, a raíz de la ampliación de la República Autónoma Socialista Soviética de Baskiria, Ufá se convirtió en su nueva capital. Durante la década de 1920 y 1930, la ciudad disfrutó de un importante auge de la industria pesada. El descubrimiento de petróleo en Bashkiria hizo de Ufá uno de los centros de la extracción de petróleo soviético y las industrias de refinación de petróleo. La Refinería de petróleo de Ufá fue inaugurada en 1937. La población creció hasta 500.000 habitantes en los años 1950 y a un millón en los años 1980.
Durante la Segunda Guerra Mundial, después de retirarse hacia el este la Unión Soviética en 1941, Ufá convirtió en la sede del gobierno en tiempos de guerra de la República Soviética de Ucrania.

## Mapas

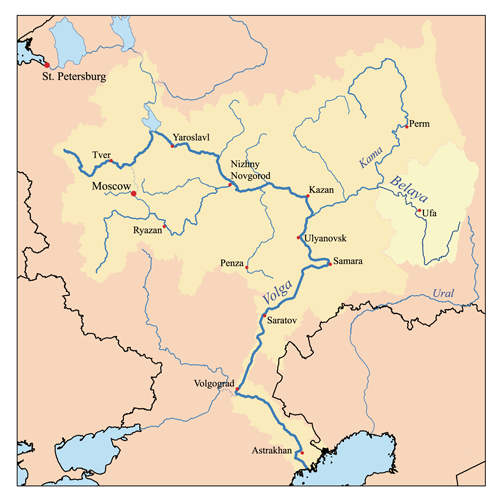
Mapa del río Volga en el que aparece Ufá, a la orilla del Bélaya, afluente del Kama, su principal afluente
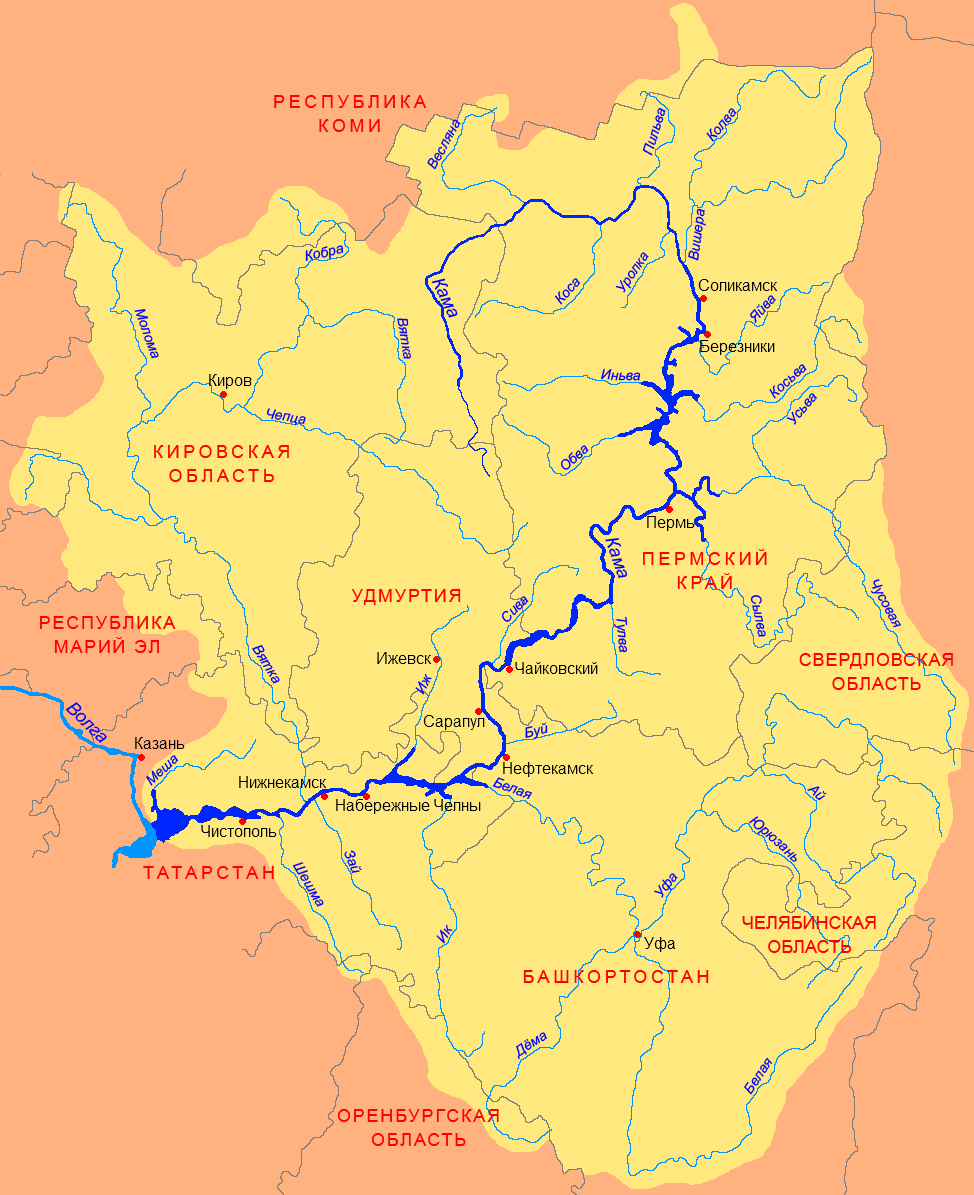
Mapa en ruso de la cuenca del río Kama donde está, a la orilla del río Bélaya (Бе́лая), Ufá (Уфа)
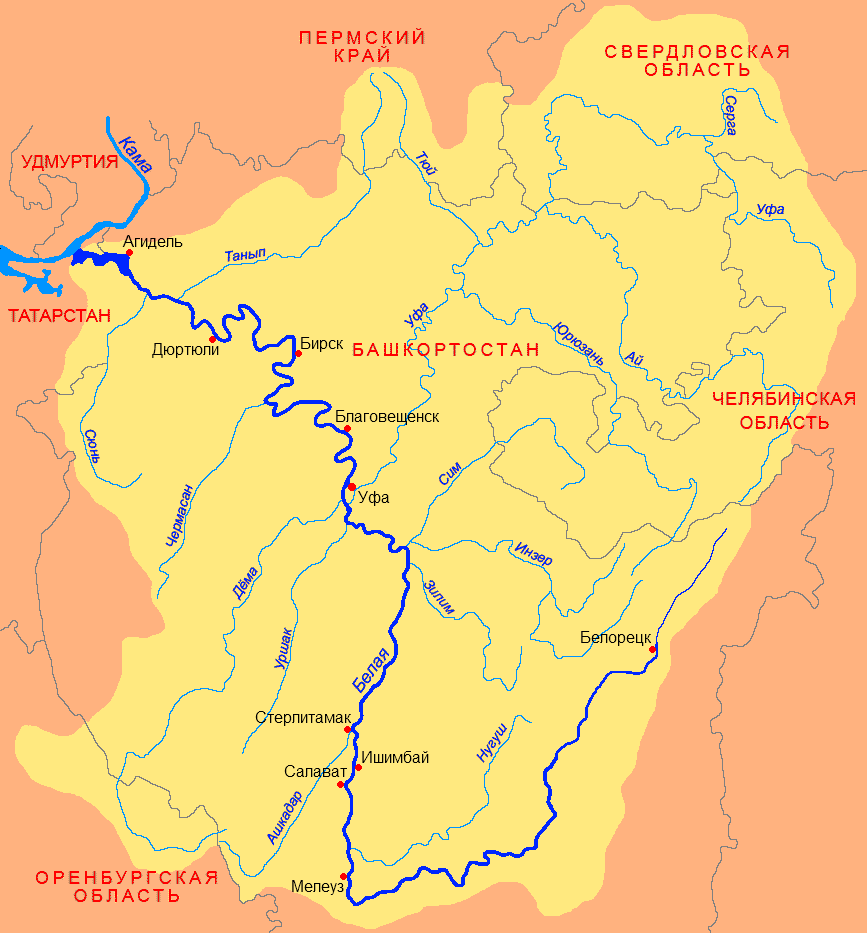
Mapa en ruso del río Bélaya (Бе́лая) donde aparece Ufá (Уфа)
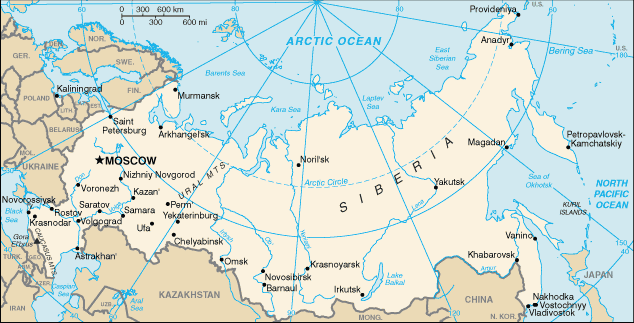
Mapa de Rusia donde sale Ufá

## Geografía y clima

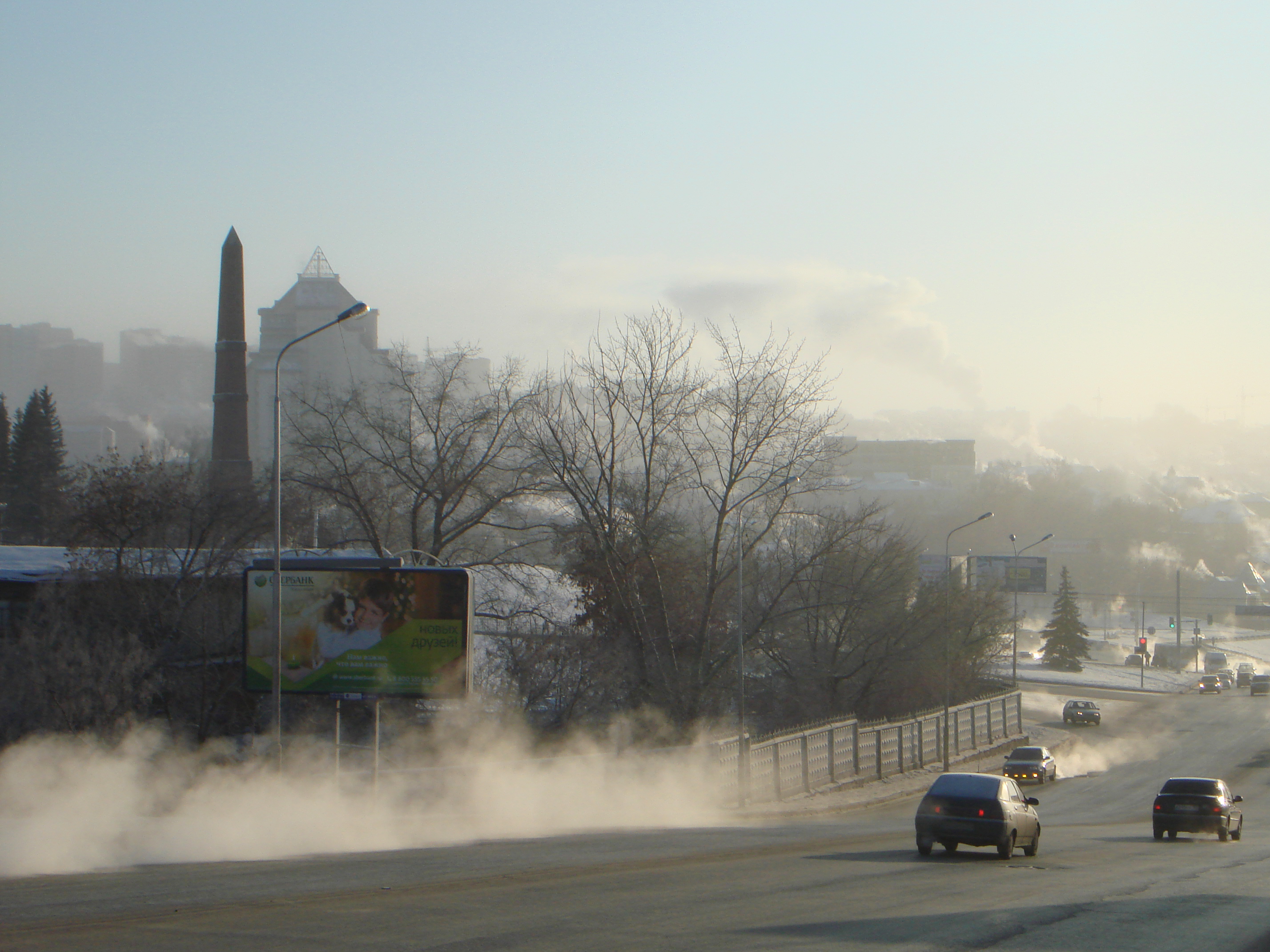
Ufá a -40° C en una mañana de invierno

La ciudad de Ufá está situada en el este de Rusia europea, cerca de su frontera con Asia, en la confluencia de los ríos Bélaya y Ufá, en las colinas bajas al oeste de los Urales del sur. La ciudad se extiende 50 kilómetros de suroeste a noreste y ocupa un área de más de 710 km².
| Parámetros climáticos promedio de Ufá (normales 1991–2020, extremos 1853–presente) | Parámetros climáticos promedio de Ufá (normales 1991–2020, extremos 1853–presente) | Parámetros climáticos promedio de Ufá (normales 1991–2020, extremos 1853–presente) | Parámetros climáticos promedio de Ufá (normales 1991–2020, extremos 1853–presente) | Parámetros climáticos promedio de Ufá (normales 1991–2020, extremos 1853–presente) | Parámetros climáticos promedio de Ufá (normales 1991–2020, extremos 1853–presente) | Parámetros climáticos promedio de Ufá (normales 1991–2020, extremos 1853–presente) | Parámetros climáticos promedio de Ufá (normales 1991–2020, extremos 1853–presente) | Parámetros climáticos promedio de Ufá (normales 1991–2020, extremos 1853–presente) | Parámetros climáticos promedio de Ufá (normales 1991–2020, extremos 1853–presente) | Parámetros climáticos promedio de Ufá (normales 1991–2020, extremos 1853–presente) | Parámetros climáticos promedio de Ufá (normales 1991–2020, extremos 1853–presente) | Parámetros climáticos promedio de Ufá (normales 1991–2020, extremos 1853–presente) | Parámetros climáticos promedio de Ufá (normales 1991–2020, extremos 1853–presente) |
| Mes                                                                                | Ene.                                                                               | Feb.                                                                               | Mar.                                                                               | Abr.                                                                               | May.                                                                               | Jun.                                                                               | Jul.                                                                               | Ago.                                                                               | Sep.                                                                               | Oct.                                                                               | Nov.                                                                               | Dic.                                                                               | Anual                                                                              |
| ---------------------------------------------------------------------------------- | ---------------------------------------------------------------------------------- | ---------------------------------------------------------------------------------- | ---------------------------------------------------------------------------------- | ---------------------------------------------------------------------------------- | ---------------------------------------------------------------------------------- | ---------------------------------------------------------------------------------- | ---------------------------------------------------------------------------------- | ---------------------------------------------------------------------------------- | ---------------------------------------------------------------------------------- | ---------------------------------------------------------------------------------- | ---------------------------------------------------------------------------------- | ---------------------------------------------------------------------------------- | ---------------------------------------------------------------------------------- |
| Temp. máx. abs. (°C)                                                               | 5.8                                                                                | 9.2                                                                                | 16.2                                                                               | 31.1                                                                               | 36.2                                                                               | 38.3                                                                               | 39.4                                                                               | 38.5                                                                               | 33.4                                                                               | 26.8                                                                               | 15.4                                                                               | 5.0                                                                                | 39.4                                                                               |
| Temp. máx. media (°C)                                                              | -8.1                                                                               | -6.6                                                                               | 0.6                                                                                | 11.4                                                                               | 20.5                                                                               | 24.3                                                                               | 26.0                                                                               | 24.0                                                                               | 17.6                                                                               | 9.1                                                                                | -0.5                                                                               | -6.8                                                                               | 9.3                                                                                |
| Temp. media (°C)                                                                   | -12.2                                                                              | -11.6                                                                              | -4.4                                                                               | 5.7                                                                                | 13.7                                                                               | 17.9                                                                               | 19.8                                                                               | 17.6                                                                               | 11.6                                                                               | 4.9                                                                                | -3.5                                                                               | -10.4                                                                              | 4.1                                                                                |
| Temp. mín. media (°C)                                                              | -16.8                                                                              | -16.7                                                                              | -9.5                                                                               | 0.2                                                                                | 7.0                                                                                | 11.4                                                                               | 13.5                                                                               | 11.8                                                                               | 6.6                                                                                | 1.3                                                                                | -6.6                                                                               | -14.5                                                                              | -1.0                                                                               |
| Temp. mín. abs. (°C)                                                               | -48.5                                                                              | -43.5                                                                              | -34.4                                                                              | -27.8                                                                              | -9.7                                                                               | -1.2                                                                               | 1.4                                                                                | -0.1                                                                               | -6.8                                                                               | -25.6                                                                              | -35.1                                                                              | -45.0                                                                              | -48.5                                                                              |
| Precipitación total (mm)                                                           | 46                                                                                 | 39                                                                                 | 38                                                                                 | 31                                                                                 | 51                                                                                 | 63                                                                                 | 51                                                                                 | 55                                                                                 | 48                                                                                 | 57                                                                                 | 47                                                                                 | 51                                                                                 | 577                                                                                |
| Días de lluvias (≥ 1 mm)                                                           | 3                                                                                  | 3                                                                                  | 6                                                                                  | 12                                                                                 | 16                                                                                 | 16                                                                                 | 15                                                                                 | 16                                                                                 | 18                                                                                 | 18                                                                                 | 11                                                                                 | 4                                                                                  | 138                                                                                |
| Días de nevadas (≥ 1 mm)                                                           | 25                                                                                 | 21                                                                                 | 16                                                                                 | 6                                                                                  | 1                                                                                  | 0                                                                                  | 0                                                                                  | 0                                                                                  | 1                                                                                  | 8                                                                                  | 20                                                                                 | 24                                                                                 | 122                                                                                |
| Horas de sol                                                                       | 59                                                                                 | 96                                                                                 | 155                                                                                | 216                                                                                | 280                                                                                | 288                                                                                | 289                                                                                | 252                                                                                | 166                                                                                | 82                                                                                 | 50                                                                                 | 40                                                                                 | 1973                                                                               |
| Humedad relativa (%)                                                               | 83                                                                                 | 80                                                                                 | 77                                                                                 | 69                                                                                 | 61                                                                                 | 68                                                                                 | 71                                                                                 | 74                                                                                 | 76                                                                                 | 79                                                                                 | 83                                                                                 | 83                                                                                 | 75                                                                                 |
| Fuente n.º 1: Pogoda.ru.net                                                        |                                                                                    |                                                                                    |                                                                                    |                                                                                    |                                                                                    |                                                                                    |                                                                                    |                                                                                    |                                                                                    |                                                                                    |                                                                                    |                                                                                    |                                                                                    |
| Fuente n.º 2: NOAA (horas de sol 1961–1990)                                        |                                                                                    |                                                                                    |                                                                                    |                                                                                    |                                                                                    |                                                                                    |                                                                                    |                                                                                    |                                                                                    |                                                                                    |                                                                                    |                                                                                    |                                                                                    |

## Educación y ciencia
Educational institutions include:
- Universidad Estatal Bashkir

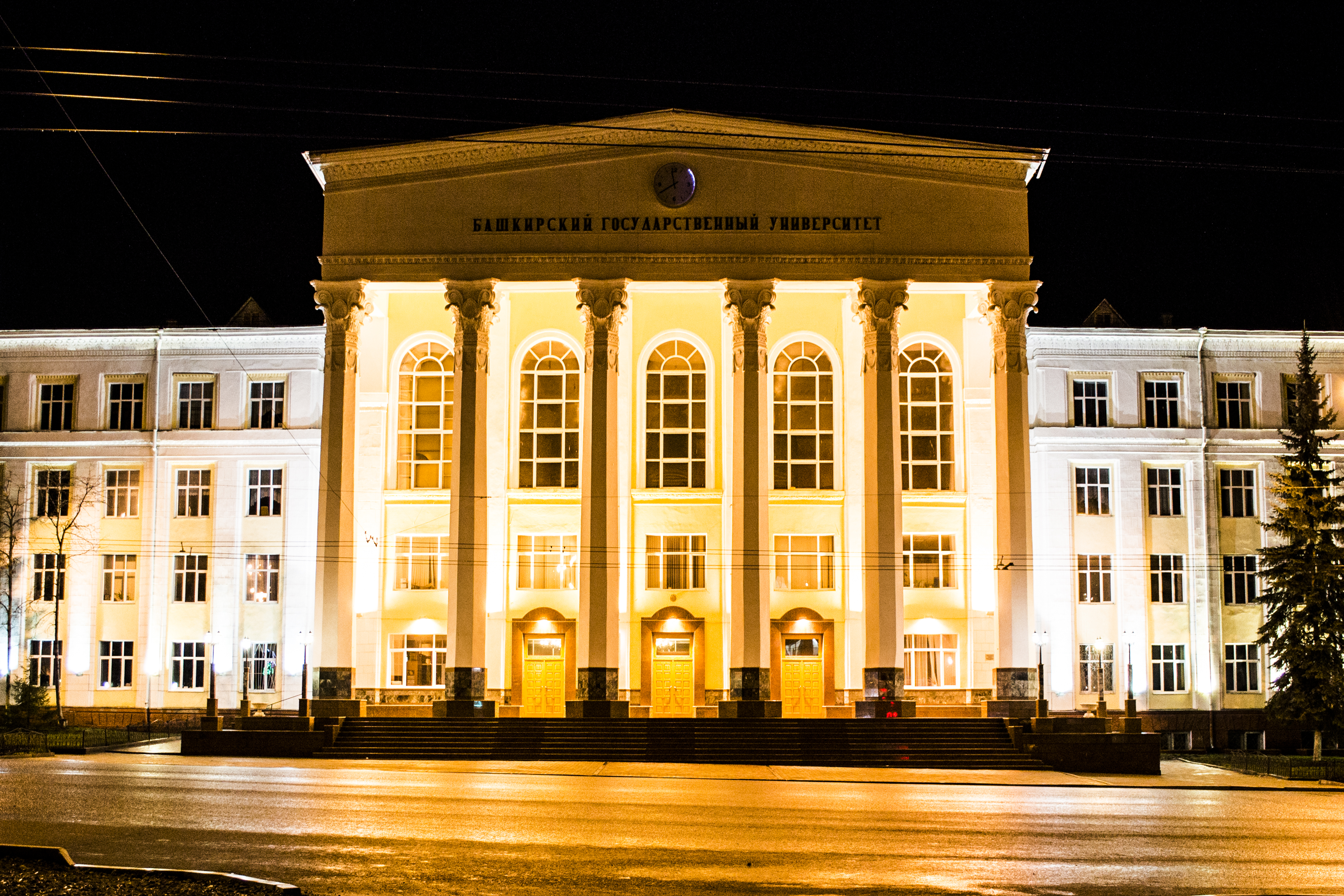
Edificio principal de la Universidad Estatal Bashkir.

- Universidad Técnica Estatal de Aeronáutica de Ufá
- Universidad Estatal Tecnológica Petrolífera de Ufá
- Universidad Estatal Bashkir de Medicina
- Universidad Estatal Bashkir de Agricultura

Universidades de posgrado y escuelas de derecho:
- Campus de Ufá de la Academia Estatal Ural de Derecho

Las instituciones científicas incluyen:
- Academia de Ciencias de la República de Bashkortostán[6]
- Centro Científico de Ufá de la Academia de Ciencias de Rusia (USC RAS)[7]

## Cultura
Entre las principales instituciones culturales de la ciudad están:
- Teatro Estatal de Ópera y Ballet Bashkir

## Transporte

Aeropuerto Internacional de Ufa (vista desde la plataforma).

Ufa está unida por ferrocarril al resto de Rusia, con una estación de ferrocarril en una rama histórica del Ferrocarril Transiberiano. Ufa es la única ciudad conectada a Moscú por más de una carretera federal. La autopista M7 une la ciudad con Kazán y Moscú y la autopista M5 une Ufa con Moscú y con la parte asiática de Rusia.
El aeropuerto internacional de Ufa tiene vuelos internacionales a Turquía, Tayikistán, Egipto, Azerbaiyán, Uzbekistán y Chipre, así como vuelos nacionales a muchas ciudades y pueblos rusos, incluido Moscú.
El metro de Ufá es un sistema de metro planificado y postergado, discutido desde finales de la década de 1980. El 30 de mayo de 1996, hubo una ceremonia que marca el comienzo de los trabajos preparatorios de construcción, a la que asistió el entonces presidente Boris Yeltsin.
El transporte público en Ufa incluye tranvías (desde 1937) y trolebuses (desde 1962), así como líneas de autobuses y marshrutka (taxis enrutados).

## Homenajes
El asteroide (8498) Ufa fue nombrado en honor de esta ciudad.